# Reba (tv-serie)
Reba er en amerikansk tv-sitcom med Reba McEntire i hovedrollen, der blev sendt fra 5. oktober 2001 til 18. februar 2007. Serien havde oprindeligt premiere på The WB, hvor den blev sendt i 5 sæsoner; da WB blev nedlagt i 2006, havde sjette sæson premiere på The CW den 19. november 2006. I januar 2007 blev det annonceret, at Reba ville afsluttes med den sjette sæson, og serien sluttede endeligt den 18. februar 2007.  De fleste afsnit blev filmet foran et live publikum.

## Handling
Serien foregår i en forstad til Houston, Texas, hvor Reba McEntire spiller den kloge, enlige mor Reba Nell Hart, hvis tandlæge-eksmand Brock (Christopher Rich) har forladt hende for at gifte sig med hans unge, bimse tandplejer Barbra Jean (Melissa Peterman), der allerede i pilotafsnittet afslører, at hun er gravid efter en affære med Brock. Selvom Reba ser "BJ" (Barbra Jeans kælenavn) som sin ærkefjende, anser Barbra Jean Reba for hendes bedste (og måske eneste) ven. Efterhånden som serien skrider frem, kommer Reba langsomt og smertefuldt til den konklusion, at hun trods alle sine bestræbelser på at hade hende, faktisk kan lide Barbra Jean og betragter hende som en ven. I pilotafsnittet bliver det også afsløret, at Rebas ældste datter, Cheyenne (JoAnna Garcia) der da gik i det sidste år i high school, også er gravid.
Cheyenne gifter sig med sin kæreste og nu ægtemand Van Montgomery (Steve Howey), en fjollet, men velmenende footballspiller. Van flytter ind hos dem, efter at hans egne forældre smed ham ud for at blive sammen med Cheyenne. Van ser til at se Reba som en bonusforælder (noget Reba er meget tryg ved). Rebas to andre børn er Kyra (Scarlett Pomers), en intelligent og oprørsk Teenager, der også har Rebas sarkastiske streak, og Jake (Mitch Holleman), en ung dreng, der bare prøver at sortere sig igennem rodet i familien. Fra femte sæson er Van og Reba partnere i et ejendomsmæglerfirma.

## Cast og karakterer

### Fast cast
- Reba McEntire som Reba Nell Hart (født McKinney). Reba er en enlig mor, der kæmper med at tage sig af alle i huset, efter at hendes mand blev skilt fra hende for at gifte sig med hans tandplejer. Hun er temperamentsfuld og tilbøjelig til sarkastiske bemærkninger. Men Reba kan også være venlig og omsorgsfuld, og er normalt den fornuftige. I de to første sæsoner arbejdede hun som sekretær for sin eksmands tandlægerival, Eugene. Senere i serien bliver hun ejendomsmægler.
- Christopher Rich som Brock Enroll Hart. Rebas eksmand, en tandlæge og golfspiller, der forlader hende til sin meget yngre, gravide tandplejer, Barbra Jean. Han er forfængelige, afhængig af solariet og forsøger at overbevise alle om, at han stadig er ung. Brock beklager sommetider for sin skilsmisse fra Reba på grund af alt det kaos, det forårsagede for hans børn. Hans ægteskab med Barbra Jean er udfordrende på grund af hans egoisme og fremdrift, men han er forelsket i hende. Hans navn er et ordspil på "rock and roll".
- JoAnna García som Cheyenne Montgomery (født Hart). Reba og Brocks ældste datter, der i første omgang glæder sig til sit sidste år i high school, før hun finder ud af, at hun er gravid. Hun gifter sig med sin kæreste, Van Montgomery, der flytter ind i Rebas hus, efter at hans forældre har smidt ham ud af huset. Cheyenne føder deres datter, Elizabeth, dagen efter hendes dimission fra high school. Hun kan være noget distræt og selvcentreret, men hun er også betænksom og godhjertet. Hun er meget følsom, især når hun bliver fornærmet (hovedsageligt af Kyra, hendes yngre søster). Hendes arbejdsmoral og ansvarsfølelse forbedres, under opdragelsen af hendes datter og mens hun læser til tandlæge på college. Cheyenne begynder som frivillig på et herberg og forbedrer sin overfladiske personlighed meget. Da hun erkender. at hun er alkoholiker, dropper hun tandlægestudiet og bliver i stedet socialrådgiver for alkoholikere og misbrugere. Hun er virkelig sin mors datter og bekymrer sig meget om hele familien.
- Steve Howey som Van Montgomery. Stjerne-cornerbacken på hans high schools footballhold bliver smidt ud af huset, da hans forældre fandt ud af, at han planlagde at gifte sig med sin gravide kæreste, Cheyenne. Han flytter derfor ind hos Cheyenne i Rebas hus, og hans fremtid inden for professionel sport ser lys ud, indtil en skade på halebenet afslører, at han har indsnævring af rygsøjlen. Han arbejder på at komme ovenpå igen efter hans knuste footballdrøm, og han bliver til sidst en succesrig ejendomsmægler i et partnerskab med Reba. Van er fremstillet som et stort fjols og er ikke god til ord, især når det kommer til Cheyenne. Kyra elsker især at gøre grin med ham. Han er en god far for datteren, Elizabeth. Han knytter sig også til Jake, som en storebror for ham. Han bekymrer sig dybt for sine svigerforældre, især Reba, der tog ham til sig, da han havde brug for det. Forhold til hans forældre er anstreng gennem hele serien, og forholdet bliver aldrig godt.
- Scarlett Pomers som Kyra Eleanor Hart. Reba og Brocks mellemste datter, der har de færreste følelsesmæssige problemer i familien. Mange af hendes træk og udseende kommer fra Reba, herunder hendes skarpe vid og sarkasme, selvom hun er kendt for at være mere manipulerende og vanskelig. Kyra har et konstant behov for dette, for selvom hun gerne vil være en normal teenager, lægger Reba, Brock og Barbra Jean voksenansvar på hendes skuldre (som at babysitte to babyer) og blander sig altid i hendes sociale liv. Hun føler derfor at hun bliver straffet for de dårlige valg Cheyenne og Van tager. I den sidste sæson beslutter hun sig for ikke at gå på college og i stedet fokusere på sin musik. Kyra kan også lide at drille Van, irriterer Cheyenne og mobbe Jake. I femte sæson optræder hun kun i to afsnit på grund af Pomers kamp mod anoreksi i virkeligheden. Hun vendte tilbage i begyndelsen af sæson 6.
- Mitch Holleman som Jacob "Jake" Mitchell Hart. Reba og Brocks yngste søn, Jake bliver ofte drillet af sin søster Kyra. I de tidligere sæsoner ses Jake ofte kun i en enkelt scene, hvor han fyrer vittighed af eller bare nævner noget, der involverer det aktuelle emne. Jake er temmelig uvidende om, hvad der foregår omkring ham og har for vane at sige det første, der falder ham ind. Han opfører sig som en typisk dreng for sin alder, selvom han i de tidligere sæsoner viste feminine personlighedstræk, der bekymrer hans far, Brock.
- Melissa Peterman som Barbra Jean Hart (født Booker). Barbra Jean, også kendt under sine initialer "BJ", var Brocks tandplejer og havde en affære med ham, mens ægteskabet til Reba gik til grunde. Hun bliver gravid førend Brock og Reba nåede at blive skilt. Hendes komiske religiøse opførsel blev udfaset i løbet af første sæson. Barbra Jean er mere intelligent end Van, men er mere uvidende end Jake og derfor ofte et let mål for Rebas sarkasme. Selvom hun er støjende og irriterende, er hun en godhjertet person med gode intentioner. Hendes tendens til at fortælle "over-the-top" historier resulterer ofte i at hun deler mange tilfældige og ofte bizarre fakta om sin barndom og fortid. Hun fortæller tit, at hun blev født i Friendly, Texas, og var kendt som "den største baby i Juno County." Hun har en søster, der i øjeblikket er gift, en bror ved navn "Buzzard" (spillet af Bryan Callen fra MADtv) og en far ("Big Daddy"), der holder af at drikke og jage. Brock er bange for både Buzzard og Big Daddy, fordi han ved, at de ikke kan lide ham. Hun hævder også at have en tante, der spytter professionelt. I den sidste sæson tabte hun sig betydeligt og blev vejrpige (scenenavn "Stormy Clearweather") hos en lokal tv-station. Hendes meteorologiske ekspertise kommer af hendes "butt-rometer", som nøjagtigt har kunnet forudsige regnvejr, lige siden hun blev ramt af lyn i sin Be-dazzler-pyntede-bagdel i 1982. I det sidste afsnit forfremmes hun til nyhedsreporter og får sit eget sit eget nyhedssegment, "Babs Janson: Street Walker."
- Alena & Gabrielle Leberger som Elizabeth Montgomery. Elizabeth er datter af Van og Cheyenne. Elizabeth taler sjældent (selvom hun i den niende afsnit af femte sæson sagde sin første replik), men vil nogle gange blive set i armene på et familiemedlem eller løbe rundt. Hun er et lykkeligt barn, der ofte bliver vist fnisende. I afsnittet "And The Grammy Goes to ..." i anden sæson afsløres det, at Van faktisk opkaldte babyen efter stjernen i serien Bewitched.
- Alexander & Jackson McClellan som Henry Charles Jesus Hart, Brock og Barbra Jeans søn og er også Cheyennes, Kyras og Jakes yngre halvbror. Nogle gange er han dårligt opdrage, hvilket får Reba til at tro, at Barbra Jean er en dårlig forælder.

Reba McEntire, Christopher Rich, Joanna García og Steve Howey er de eneste medvirkende, der optræder i hvert afsnit.

## Afsnit
| Sæson | Sæson | Afsnit | Oprindeligt sendt  | Oprindeligt sendt | Oprindeligt sendt |
| Sæson | Sæson | Afsnit | Først sendt        | Sidst sendt       | Netværk           |
| ----- | ----- | ------ | ------------------ | ----------------- | ----------------- |
|       | 1     | 22     | 5. oktober 2001    | 10. maj 2002      | WB                |
|       | 2     | 25     | 20. september 2002 | 9. maj 2003       | WB                |
|       | 3     | 23     | 12. september 2003 | 14. maj 2004      | WB                |
|       | 4     | 22     | 17. september 2004 | 20. maj 2005      | WB                |
|       | 5     | 22     | 16. september 2005 | 5. maj 2006       | WB                |
|       | 6     | 13     | 19. november 2006  | 18. februar 2007  | CW                |

## Produktion

### Åbningssekvens
Seriens temasang, "I'm a Survivor", blev skrevet af Shelby Kennedy og Phillip White og sunget af Reba McEntire. Sangen kommer fra Rebas album Greatest Hits Vol. 3: Jeg er en Survivor. Selvom den første del af tv-versionens tekster vises andre steder i sangen, har albumversionen et andet omkvæd: "The baby girl without a chance / a victim of circumstance / the one who ought to give up / but she's just too hard-headed / a single mom who works two jobs / who loves her kids and never stops / with gentle hands and the heart of a fighter / I'm a survivor. Seriens tekst er som følger:
I sæson 1 var åbningskreditterne sort-hvide fotos af rollebesætningen sammen med klip af hvert castmedlem fra serien (for det meste, hvis ikke alle, fra pilotafsnittet), sammen med farvevideobilleder af Reba på et lydbillede. Temasangen "I'm a Survivor" var langsommere og blødere, meget lig den originale albumversion. De første ti afsnit af sæson to indeholdt en afkortet åbningssekvens: Cast- og besætningsnavne blev vist under det første og andet segment af serien. Sangen blev genindspillet i et hurtigere, mere energisk tempo, men kun to sætninger i omkvædet ("Who I am is who I want to be / I'm a survivor") blev sunget. Nye videoindsatser af McEntire blev optaget og vist med et farvefoto af hele castet til slut.
Fra det 11. afsnit af anden sæson og fremefter var en fuld åbningssekvens tilbage. Den hurtige sang spilles sammen de nye optagelser af McEntire plus klip af castet fra tidligere afsnit, mens deres navne ruller forbi skærmen vandret. I sæson 5 og 6 blev sangen mixet på med flere ledsagende instrumenter.
Seriens finale af Reba sluttede med et familiebillede, der afspejlede billedet fra første afsnit og femte sæsons finale "Reba's Heart". Dette er den eneste gang Reba sluttede og startede en sæson med familiefotoet fra første sæson.

#### Musik
I pilotafsnittet sang McEntire sin single "Walk On". To uudgivne sange blev sunget af McEntire gennem serien: "Angel's Lullaby" (i afsnittet "It Ain't Over Till the Redhead Sings") og et cover af Carole Kings "So Far Away" (i "Terry Holliway" ). Endelig sang McEntire og Peterman Dolly Partons "9 til 5" i afsnittet "Driving Miss Kyra."

### Indendørs-indspilninger
Huset, der blev brugt i de indendørsscener, der skulle være Rebas hus, er placeret på 13522 Butterfly Lane, Houston, Texas 77079.

### Aflysning
Midtvejs i sjette sæson begyndte der at cirkulere rygter om, at CW havde bestilt "de sidste ni afsnit", eller de resterende afsnit, der ville have udgjort en fuld Reba-sæson, men den 19. januar 2007 blev det på netværkets TCA Press Tour afsløret, at serien var blevet aflyst, uden "de sidste ni" var med. 
Seriefinalen havde 4,44 millioner seere i den sidste halve time. Rygter fortsatte med at flyde på CW's forummer og Reba-fan-sider om, at serien stadig havde en chance for fornyelse, med henvisning til mulig afskedigelse af programschef Dawn Ostroff, eller at Lifetime kunne lave en Van/Cheyenne spinoff.  Det blev snart annonceret, at Garcia og Howey hver især havde forpligtet sig til andre projekter for henholdsvis CBS og FOX. 
Et interview med Reba McEntire, som en del af pressedækningen af hendes dengang kommende duet-album, afslørede, at serien ikke var til salg hos andre netværk og at serien faktisk var slut. I et interview med Variety den 29. maj 2007 sagde 20th Century Fox tv-direktøren Gary Newman, at han havde fortrudt WB's håndtering af serien gennem de senere år og sagde, at han var sikker på, at serien ville have været et hit for CBS eller ABC.  Den sidste sæson af Reba var oprindeligt planlagt med premiere i foråret 2007. Men efter aflysningen af dramaserien Runaway. vendte serien tilbage allerede i november 2006.

## Amerikanske ratings
Reba satte en ny seerrekord for ethvert program på WBs fredagaftenprogram (bedste fredag nogensinde hos kvinder i alderen 18–49). I løbet af sine fem sæsoner på udsendelse fredag aften rangerede den ofte 4. i sin tidsperiode (foran både UPN og Fox ), med et par afsnit der havde over 5 millioner seere.
Rebas premiere på The CW Sunday havde i gennemsnit 4,02 millioner seere, heraf 1,64 millioner seere og 40 procent var voksne i alderen18–49, som var flere end da Everybody Hates Chris and All of Us havde premiere i samme tidsrum, hvilket gjorde Reba til den højest bedømte sitcom på netværket. Med Reba i spidsen nåede det efterfølgende program 7th Heaven en sæsonhøjde på 4,51 millioner seere.
Reba havde i gennemsnit 3,63 millioner seere siden begyndelsen af den sjette sæson, hvilket gjorde det til det syvende mest sete program og det mest sete sitcom på The CW i hele tv-sæsonen 2006-07. De nye Reba-afsnit varierer som enten sjette eller syvende mest sete program på netværket, nogle gange placeret så højt som #3 for ugen.
I hele CW's indledende sæson (2006–07) havde intet andet program større seertilslutning for genudsendelser end Reba. Som et resultat af de ringe bedømmelser for sommerdramaet Hidden Palms, kom genudsendelser af Reba på CW's program i juni 2007 efter at have været væk i tre måneder, og de blev straks aftenens mest sete program. Senere på sommeren var Reba-genudsendelserne det mest sete program på The CW.
| Sæson | Sæson     | Amerikanske vurderinger | Netværk | Position |
| ----- | --------- | ----------------------- | ------- | -------- |
| 1     | 2001–2002 | 4,2 millioner           | WB      | #129     |
| 2     | 2002–2003 | 4,5 millioner           | WB      | #127     |
| 3     | 2003–2004 | 4,2 millioner           | WB      | #155     |
| 4     | 2004–2005 | 4,3 millioner           | WB      | #117     |
| 5     | 2005–2006 | 3,4 millioner           | WB      | #133     |
| 6     | 2006–2007 | 3,6 millioner           | CW      | #131     |

## Udsendelse

### Internationalt
Reba blev sendt i over 30 forskellige lande verden over. Serien blev en succes i Tjekkiet (under navnet "The Diary of a Seasoned Mother"), hvor sæsonpremieren den 29. september 2007 blev set af over 1 million seere. Den var også en succes i Canada, Mexico og Kroatien. Serien var også et seerhit i Danmark, hvor den har været udsendt flere gange på TV2.

## Home media
20th Century Fox har udgivet hele serien, sæson 1-6, af Reba på DVD i Region 1. Alle plader er dobbeltsidede i et forsøg på at reducere prisen for at producere sættene. I 2010 blev sæson 1-4 genudgivet i standard, mere kompakte DVD-boxe, der matchede femte og sjette sæsonudgivelser. Serien er i øjeblikket ikke tilgængelig på danske streamingtjenester. 
| Titel          | Sæson et          | Sæson to          | Sæson tre      | Sæson fire        | Sæson fem       | Sæson seks    |
| -------------- | ----------------- | ----------------- | -------------- | ----------------- | --------------- | ------------- |
| Udgivelsesdato | 14. december 2004 | 13. december 2005 | 25. april 2006 | 14. november 2006 | 13. januar 2009 | 23. juni 2009 |
| Ep#            | 22 afsnit         | 24 afsnit         | 22 afsnit      | 22 afsnit         | 22 afsnit       | 13 afsnit     |
| Disk #         | 3                 | 3                 | 3              | 3                 | 2               | 1             |
| Format         | NTSC              | NTSC              | NTSC           | NTSC              | NTSC            | NTSC          |

## Priser og nomineringer
| Årr  | Pris                   | Kategori                                                                           | Modtager | Resultat  |
| ---- | ---------------------- | ---------------------------------------------------------------------------------- | --- | --------- |
| 2001 | People's Choice Awards | Favorite Female Performer in a New Television Series                               | Reba McEntire | Vundet    |
| 2001 | Young Artist Awards    | Best Performance in a TV Comedy Series – Supporting Young Actress                  | Scarlett Pomers | Nomineret |
| 2001 | Young Artist Awards    | Best Performance in a TV Comedy Series – Supporting Young Actor                    | Mitch Holleman\| style="text-align:center;background: #ffdddd;vertical-align: middle;" class="table-no2"\| Nomineret  |           |
| 2001 | Young Artist Awards    | Best Family TV Comedy Series                                                       | style="text-align:center;background: #ffdddd;vertical-align: middle;" class="table-no2"\| Nomineret                   |           |
| 2001 | Young Artist Awards    | Best Performance in a TV Comedy Series – Guest Starring Young Actor                | Shawn Pyfrom\| style="text-align:center;background: #ddffdd;vertical-align: middle;" class="table-yes2"\| Vundet      |           |
| 2002 | Young Artist Awards    | Best Performance in a TV Series (Comedy or Drama) – Supporting Young Actor         | Mitch Holleman | Nomineret |
| 2002 | Young Artist Awards    | Best Performance in a TV Series (Comedy or Drama) – Leading Young Actress          | Scarlett Pomers\| style="text-align:center;background: #ffdddd;vertical-align: middle;" class="table-no2"\| Nomineret |           |
| 2003 | Young Artist Awards    | Best Performance in a TV Series (Comedy or Drama) – Leading Young Actress          | Scarlett Pomers\| style="text-align:center;background: #ffdddd;vertical-align: middle;" class="table-no2"\| Nomineret | Nomineret |
| 2003 | Golden Globe Awards    | Best Performance by an Actress in a Television Series – Musical or Comedy          | Reba McEntire | Nomineret |
| 2004 | Young Artist Awards    | Best Performance in a TV Series (Comedy or Drama) – Young Actor Age Ten or Younger | Mitch Holleman | Nomineret |
| 2004 | Young Artist Awards    | Best Performance in a TV Series (Comedy or Drama) – Leading Young Actress          | style="text-align:center;background: #ffdddd;vertical-align: middle;" class="table-no2"\| Nomineret                   |           |
| 2004 | Young Artist Awards    | Best Family Television Series (Comedy)                                             | Mitch Holleman\| style="text-align:center;background: #ddffdd;vertical-align: middle;" class="table-yes2"\| Vundet    |           |
| 2005 | Young Artist Awards    | Best Performance in a TV Series – Supporting Young Actor                           | Mitch Holleman\| style="text-align:center;background: #ddffdd;vertical-align: middle;" class="table-yes2"\| Vundet    | Nomineret |
| 2006 | Primetime Emmy Awards  | Outstanding Cinematography for a Multi-Camera Series                               | Bryan Hays (For afsnittet: Flowers For Van)                                                                           | Nomineret |
| 2007 | Primetime Emmy Awards  | Outstanding Cinematography for a Multi-Camera Series                               | Bryan Hays (For afsnittet: The Goodbye Guy)                                                                           | Nomineret |
| 2008 | Teen Choice Awards     | Choice TV Actress: Comedy                                                          | Joanna García | Nomineret |